# مدام فلافور
مدام فلافور Madame Flavour شركة أسترالية للشاي ولشاي الأعشاب.
أسستها كورين نويس في عام 2007.
قامت الشركة بإنتاج العديد من التوليفات ومصدرها سريلانكا والهند والصين، وتخلط مع الأعشاب المحلية الأسترالية.